# Kukuvija
Kukuvija (kukuvija drijemavica, lat. Tyto alba) je vrsta sove iz porodice Kukuvije (Tytonidae).

## Izgled
Kukuvija, kao i sve sove, ima veo oko očiju, kojeg čini radijalno raspoređeno perje. Kod ove je vrste je taj veo bijel i srcastog oblika. Kukuvija je srednje veličine, a s nogama je duga oko 35 cm. Ženke su krupnije od mužjaka, a prosječna težina im iznosi oko pola kilograma. Leđa su joj narančastosiva sa sivim točkama, a donja strana bijela.
Letom i oblikom krila sliči šumskoj ušari. 

## Areal
Ova je vrsta najšire rasprostranjena kopnena ptica na svijetu; nema je samo na Antarktiku.

## Način života
Može se pronaći i na selu i u gradu, i na livadama i u pustinjama i u močvarama, te na svim mjestima gde može saviti gnijezdo i naći dovoljno hrane.  
Znak za uzbunu je vrisak.
Žive do 14 godina.

## Razmnožavanje i gniježđenje
Mužjak se udvara ženki tako što je hvata i oblijeće oko nje. Svadbeni zov kod oba spola je vrlo vrištav, promukli krik (dug 2 sekunde). U letu je različit po jakosti i naglasku, pa je ženkin prigušeniji.
Do parenja će doći samo u sezoni kada ima dovoljno hrane. Često se gnijezdi na starim, napuštenim i usamljenim seoskim kućama, ali će se radije useliti u staro, nego napraviti novo gnijezdo. 
Ženka leži na jajima (obično ih je 4-6), koje ne snese istovremeno, pa se ni mladi ne ispile istovremeno. Ovo omogućava roditeljima da uz manje napora nabave hranu. Mlade sove prvi put polijeću iz gnijezda tek nakon navršenih 7-10 tjedana po rođenju, ali se i dalje vraćaju u roditeljsko gnijezdo. Osamostaljuju se s tri mjeseca, a spolno sazrijevaju s deset mjeseci. Pošto žive u prosjeku nešto duže od godinu dana, na svijet donesu samo jednu ili dvije generacije mladih. Često stradaju kao plijen drugih grabljivica, kao što su zmije ili druge vrste sova.

## Ishrana
Lovi uglavnom noću. Ima dobar "noćni vid", ali se prilikom lova oslanja više na oštar sluh. Pošto su uši asimetrično postavljene, lako mogu locirati plijen, čak i kad je dobro skriven. Može se nečujno prikradati, a plijen grabi kandžama, a pri hvatanju kljunom probija lubanja. Smatra se korisnom pticom jer tamani štetočine kao što su miševi i voluharice. Poput drugih sova, ne može probaviti dlaku i kosti, te ih izbacuje kao izbljuvke loptastog oblika - tzv. galice.
Mladi mole hranu šupljim hrkanjem.

## Vanjske poveznice
- Leteće mišolovke čiste polja  Arhivirana inačica izvorne stranice od 7. svibnja 2009. (Wayback Machine)

Ostali projekti
|  | Zajednički poslužitelj ima stranicu o temi Tyto alba    |
|  | Zajednički poslužitelj ima još gradiva o temi Tyto alba |
|  | Wikivrste imaju podatke o taksonu Tyto alba             |